# Gabriel Sandör
Gabriel Georg Adrian Sandör, född den 6 januari 1996 i Stavanger, är en svensk triathlet.
Sandör har vunnit 16 SM-guld i triathlon och är en del av Sveriges Olympiska Kommittés program "Topp och Talang".
Internationellt har Sandör flera medaljplatser som junior och senior tävlingar.
Gabriel Sandör är dubbel nordisk mästare (2022+2023), har en tredje plats från U23 EM 2019 och en tredje plats från EM Ironman 70.3 2025. 
I andra sporter har han även tagit SM-guld i Modern femkamp/Biathle under SM-veckan 2013 och SM-guld i Duathlon 2018 och 2022. 
I löpning har han vunnit Lidingöloppets klass P19 över 10 km 2015.
I cykling blev han nummer 3 i SM Linje 2024.